# Động cơ tuốc bin khí
Động cơ tua bin khí (tiếng Anh - Gas turbine engine) là loại động cơ nhiệt dạng rotor, trong đó chất giãn nở sinh công là không khí. Động cơ này gồm ba bộ phận chính, đó là máy nén khí (tiếng Anh: compressor); buồng đốt (loại hở); và turbine. Turbine quay máy nén thông qua trục động cơ.
So với một loại động cơ nhiệt khác rất thông dụng là động cơ piston (điển hình là động cơ diesel hay động cơ xăng) thì động cơ tuốc bin khí có nhiều nhược điểm hơn như: chi phí chế tạo đắt do những đòi hỏi về vật liệu cũng như công nghệ chế tạo rất khắt khe và cần độ chính xác cao (chỉ có các nước phát triển có công nghệ tiên tiến như Mỹ, Nga, Đức, Anh, Pháp, Nhật Bản, Trung Quốc, Hàn Quốc mới chế tạo được loại động cơ này), có hiệu suất nhiệt động lực học thấp hơn (chỉ bằng khoảng 2/3 so với động cơ diesel) dẫn đến tính kinh tế kém hơn do tiêu tốn lượng nhiên liệu lớn, hiệu suất giảm sút nhanh khi chạy ở tốc độ thấp và tiêu hao một lượng nhiên liệu rất lơn. Nhưng ưu điểm nổi bật của động cơ tua bin khí là cho công suất cực mạnh với một khối lượng và kích thước nhỏ gọn: chỉ số công suất riêng (mã lực/kg) của loại động cơ này lớn gấp hàng chục lần so với động cơ piston, qua đó cho phép máy bay trang bị động cơ loại này bay nhanh hơn nhiều so với động cơ piston. Do vậy, loại động cơ này nhanh chóng có vị trí quan trọng trong ngành hàng không kể từ nửa sau của thế kỷ XX cho đến nay. Ngoài ra thì nó cũng được sử dụng cho mục đích sản xuất điện năng (các nhà máy điện khí sử dụng động cơ tua bin khí với nhiên liệu là khí hoá lỏng để quay máy phát điện và tạo ra điện năng). 

## Nguyên tắc hoạt động

Chu trình Brayton: chu trình nguyên tắc hoạt động của động cơ Tuốc bin khí:
P - Áp suất; v - thể tích; q - nhiệt lượng; T - Nhiệt độ K°; s - Entropy
1-2: Nén đẳng Entropy tại máy nén; 2-3: Gia nhiệt đẳng áp tại buồng đốt; 3-4: Giãn nở sinh công đẳng entropy tại tuốc bin; 4-1: khép kín chu trình đẳng áp bên ngoài môi trường

Máy nén khí quay làm không khí từ cửa hút của máy nén được nén lại để tăng áp suất, trong quá trình đó không chỉ áp suất mà nhiệt độ cũng tăng (ngoài ý muốn). Đây là quá trình tăng nội năng của không khí trong máy nén. Sau đó không khí chảy qua buồng đốt. Tại đây, nhiên liệu được đưa vào để trộn và đốt một phần không khí, quá trình cháy là quá trình gia nhiệt đẳng áp trong đó không khí bị gia nhiệt tăng nhiệt độ và thể tích mà không tăng áp suất. Thể tích không khí được tăng lên rất nhiều và có nhiệt độ cao được thổi về phía tuốc bin với vận tốc rất cao. Tua bin là khối sinh công. Tại đây, không khí tiến hành giãn nở để sinh công: nội năng được biến đổi thành cơ năng; áp suất, nhiệt độ và vận tốc không khí giảm xuống, biến thành động năng (dưới dạng mô men xoắn) tại cánh tua bin, tạo ra chuyển động quay cho trục động cơ và quay máy nén cùng với quạt (với các động cơ turbofan, turbopropeller và turboshaft) để cho động cơ tiếp tục làm việc. Phần năng lượng còn lại của dòng khí nóng chuyển động với vận tốc cao tiếp tục sinh công có ích tuỳ thuộc theo thiết kế đầu ra của từng dạng động cơ: có thể phụt thẳng ra phía sau, thông qua phễu phụt, tạo ra phản lực (nếu là động cơ phản lực); hoặc quay tua bin tự do (tiếng Anh: 'Power Turbine', viết tắt 'PT') để sinh công năng hữu dụng đối với các loại động cơ tuốc bin khí khác ngoài động cơ phản lực.
Các đặc điểm của động cơ tuốc bin khí:
- Động cơ dạng rotor: trong động cơ này, bộ phận sinh công chính là tua bin. Nó tạo ra momen xoắn bằng cách quay theo một chiều nhất định (hoặc có thể đảo chiều quay) và dẫn động trục động cơ (vừa đóng vai trò là trục đỡ cũng như trục dẫn động) được nối liền với nó (tương tự như động cơ điện), trong khi với động cơ piston thì khối công năng chính là piston. Nó chuyển động tịnh tiến bên trong xi lanh. Để có thể biến chuyển động tịnh tiến của piston bên trong xi lanh thành chuyển động quay thì động cơ piston cần phải có trục khuỷu. Trục khuỷu được nối với piston thông qua thanh truyền. Bên cạnh vai trò vừa là trục đỡ (nó đỡ piston thông qua thanh truyền và các chi tiết khác), vừa là trục dẫn động (tương tự như trục động cơ ở các động cơ tuốc bin khí) ra thì trục khuỷu cũng đóng một vai trò khác là trục biến đổi chuyển động. Trục khuỷu dẫn xuất momen xoắn tới các trục dẫn động khác thông qua các bộ truyền (như bộ truyền xích, bộ truyền bánh răng (hay còn được gọi là hộp số), bộ truyền đai,...). Điểm giống nhau là cả 2 loại động cơ này đều hoạt động nhờ sự giãn nở của dòng không khí sau khi được đốt nóng.

- Động cơ loại hở (tuyến khí hở): không khí từ lối vào của máy nén qua buồng đốt và ra khỏi tuốc bin đều chảy qua khoảng không gian hở không có vùng không gian bị đóng kín (ví dụ như ở động cơ piston: không khí sinh công trong xi lanh là vùng không gian kín ngăn cách với bên ngoài bằng các van xu páp). Vì tính chất hở như vậy đảm bảo cho quá trình cháy trong buồng đốt là quá trình cháy đẳng áp (áp suất giữ nguyên) nếu cháy trong không gian kín quá trình cháy sẽ làm tăng áp suất không khí, điều này làm cho áp suất trong buồng đốt cao hơn áp suất tại máy nén, không khí bị gia nhiệt có thể bị thổi ngược lại, gây hư hại máy nén.

- Động cơ quá trình liên tục: chu trình nhiệt động lực học của động cơ tuốc bin khí là chu trình Brayton. Về cơ bản, động cơ tuốc bin khí cũng có 4 giai đoạn (hay còn gọi là 4 kỳ) là nạp, nén, cháy-giãn nở sinh công và thải, tương tự động cơ piston. Nhưng điểm khác biệt ở chỗ: với các động cơ piston, thì tất cả 4 kỳ trên cùng diễn ra tại cùng một bộ phận (cụ thể hơn là tại xi lanh của động cơ) nhưng ở các thời điểm khác nhau, luân phiên theo thứ tự nhưng bị gián đoạn bởi piston cần phải có một khoảng thời gian để đi từ điểm chết dưới lên điểm chết trên (kỳ 2, nén) hay đi từ điểm chết trên xuống điểm chết dưới (nửa sau kỳ 3, giãn nở sinh công). Chính khoảng thời gian đó khiến cho quá trình 4 kỳ này diễn ra ở động cơ piston bị gián đoạn. Còn với các động cơ tuốc bin khí thì 4 kỳ này diễn ra liên tục nhưng tại các "khối" khác nhau: tại máy nén là giai đoạn nạp (kỳ 1) và nén không khí (kỳ 2); tại buồng đốt là giai đoạn đốt cháy nhiên liệu (nửa đầu kỳ 3); tại tua bin là giai đoạn giãn nở sinh công của dòng khí nóng (nửa cuối kỳ 3). Sau khi đi hết tuốc bin thì dòng khí này được thải ra bên ngoài (kỳ 4). Chính nhờ sự "liên tục" này mà công suất của các động cơ tua bin khí luôn vượt xa so với các loại động cơ nhiệt khác.

### Máy nén khí
Máy nén khí là một trong các bộ phận chính của động cơ tua bin khí có chức năng làm tăng nội năng (áp suất) không khí tạo áp suất cho đỉnh trên (đỉnh 3 hình đồ thị P-v của chu trình Brayton) cho quá trình giãn nở sinh công (giai đoạn 3-4 trong đồ thị P-v Brayton) áp suất sau máy nén càng cao thì hiệu suất nhiệt động lực học càng lớn, do đó máy nén khí quyết định hiệu suất của động cơ. Tại các động cơ tuốc bin khí hiện đại đòi hỏi tỷ số nén (Áp suất sau máy nén/áp suất trước máy nén) phải đạt từ 10-20. Tất cả các loại máy nén khí trong động cơ tuốc bin khí đều sử dụng rãnh có thiết diện nở ra (diffuser) để biến động năng (vận tốc) của dòng không khí thành nội năng (áp suất).
Máy nén khí của các động cơ tua bin khí gồm các loại sau:
- Máy nén ly tâm (tiếng Anh: Centrifugal compressor): không khí từ cửa hút, dưới tác dụng của lực ly tâm mà chạy theo các rãnh khí giữa các cánh ly tâm trên bề mặt máy nén chạy ra bán kính lớn hơn. Máy nén quay tạo cho không khí có vận tốc tuyệt đối ngày càng cao. Và khi chuyển động ly tâm theo chiều bán kính, các rãnh khí trên bề mặt của máy nén ly tâm có dạng thiết diện nở ra (diffuser) làm giảm vận tốc tương đối và đồng thời làm tăng áp suất của không khí sau khi nén (động năng giảm, nội năng tăng – định luật bảo toàn và chuyển hoá năng lượng). Ưu điểm lớn nhất mà loại máy nén này mang lại là cấu tạo đơn giản và độ bền cao, giúp tiết kiệm được đáng kể chi phí chế tạo, bảo dưỡng. Tuy nhiên, với các động cơ cần công suất lớn thì máy nén ly tâm cần phải có kích thước (theo bán kính) rất lớn nên chúng không được phù hợp và được thay thế bằng máy nén dọc trục.

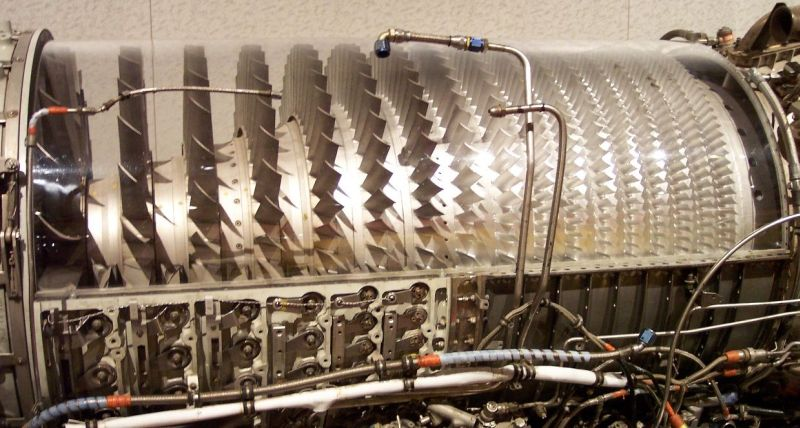
Các tầng rotor của máy nén khí dọc trục (các tầng cánh quạt quay), ở đây phần Stator bị dỡ ra nên không nhìn thấy các cánh dẫn hướng trung gian giữa các tầng là các cánh cố định gắn vào stator

- Máy nén dọc trục (tiếng Anh: Axial-flow compressor), hay còn được gọi là máy nén hướng trục: đây là loại máy nén được sử dụng phổ biến nhất trong các động cơ tua bin khí hiện nay bởi hiệu suất và công suất mà loại máy nén này mang lại cho các động cơ tua bin khí vượt xa máy nén ly tâm. Đồng thời, nhờ có hình dạng thon dài (dạng điếu xì gà) nên chúng vẫn đảm bảo kích thước của các động cơ tua bin khí là thon gọn nhất. Trong loại máy nén này thì không khí bị các đĩa cánh quạt gia tăng vận tốc tuyệt đối và lùa không khí chảy dọc trục trong các rãnh khí giữa các cánh quạt. Tương tự như các rãnh khí trên bề mặt của máy nén ly tâm, thì các rãnh khí giữa các cánh quạt của máy nén dọc trục cũng có dạng thiết diện nở ra (diffuser), làm giảm vận tốc tương đối và đồng thời làm tăng áp suất của không khí sau khi nén. Không khí bị nén tại một tầng được dẫn hướng và nén tiếp trong các tầng tiếp theo. Các máy nén dọc trục đều cần phải có nhiều tầng cánh bởi hiệu suất cũng như công suất nén khí của một tầng cánh máy nén đơn lẻ rất kém, kém hơn nhiều so với máy nén ly tâm. Các động cơ tua bin khí hiện đại thường có từ 6 đến 20 tầng máy nén, giữa các tầng cánh máy nén quay là các tầng cánh dẫn hướng trung gian được gắn cố định vào stator.

- Máy nén ly tâm kết hợp máy nén dọc trục: loại máy nén hỗn hợp này cho phép kết hợp ưu điểm của cả hai loại máy nén cơ bản trên. Loại này được sử dụng chủ yếu trong động cơ tua bin trục (Turboshaft) của máy bay trực thăng.

### Buồng đốt

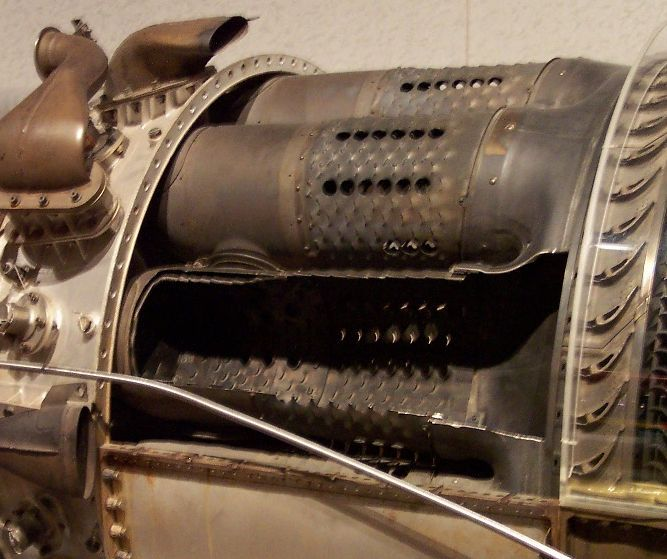
Các ống lửa của buồng đốt

Buồng đốt là bộ phận sinh nhiệt chính của các động cơ tua bin khí. Ống lửa của chúng là loại ống lửa hở. Chúng thường có khoảng từ 7 đến 20 ống, được bố trí thành vòng tròn xung quanh trục động cơ, phía sau khối máy nén và phía trước khối tua bin. Mỗi ống lửa có một vòi phun nhiên liệu được đặt ở mặt phía trước.
Các ống lửa thường có dạng hình côn, chúng được đặt so le gối đầu và được hàn với nhau. Tại các đường hàn đó có rất nhiều các lỗ nhỏ (đường kính lỗ 0,5-1mm): không khí của dòng thứ cấp chảy từ bên ngoài chảy qua các lỗ này sẽ tạo thành các lớp khí làm mát sát mặt ống lửa bên trong để bảo vệ ống lửa. Ngoài ra trên các đốt của ống lửa còn có các lỗ to để dòng không khí thứ cấp từ bên ngoài đi vào để làm chất giãn nở sinh công và để làm nguội dòng lửa nóng trước khi đi vào tuốc bin.
Không khí từ máy nén gặp các ống lửa sẽ bị chia thành hai dòng khí dòng khí sơ cấp &ndash để đốt cháy nhiên liệu, dòng khí này chiếm khoảng 30% khối lượng khí và 70% còn lại là dòng khí thứ cấp để làm mát, bảo vệ ống lửa không bị quá nhiệt và làm chất giãn nở sinh công.
Dòng khí sơ cấp đi thẳng vào ống lửa qua các khe xoáy tại mặt trước ống lửa sẽ tạo thành dòng xoáy trộn với sương nhiên liệu được phun ra từ vòi phun nhiên liệu và được đốt mồi bằng bugi (nến điện) lúc khởi động. Sau đó, quá trình cháy là liên tục và không cần đến nến điện nữa.
Dòng khí thứ cấp chảy bao bọc bên ngoài ống lửa, một phần dòng khí này đi vào các lỗ nhỏ trên mối hàn tiếp giáp các đốt ống để đi vào bên trong ống lửa, tạo thành lớp khí làm mát trên mặt trong để bảo vệ ống lửa không bị hỏng do quá nhiệt. Phần còn lại đi vào các lỗ lớn trên các đốt ống để hòa vào dòng lửa phụt phần khí này để làm chất giãn nở sinh công và để giảm bớt nhiệt độ của dòng lửa phụt trước khi đi vào tuốc bin. Tại trung tâm, dòng lửa phụt có nhiệt độ lên tới khoảng 1500-1600 °C nhưng đến khi đi vào tuốc bin thì nhiệt độ chỉ còn lại khoảng từ 800-1000 °C
Mặt sau của ống lửa để hở hướng thẳng vuông góc vào đĩa cánh tuốc bin. Cơ cấu buồng đốt hở cho phép quá trình cháy, gia nhiệt trong buồng đốt là quá trình đẳng áp: không khí tăng nhiệt độ lên rất cao, sinh thể tích rất lớn, sinh vận tốc phụt rất cao nhưng áp suất tại điểm vào và ra khỏi buồng đốt là như nhau (điểm 2 và điểm 3 trên đồ thị P-v của chu trình Brayton). Điều này cho phép luồng khí nóng trong buồng đốt chỉ phụt mạnh về khối tuốc bin mà không bị thổi ngược về khối máy nén.

### Tuabin

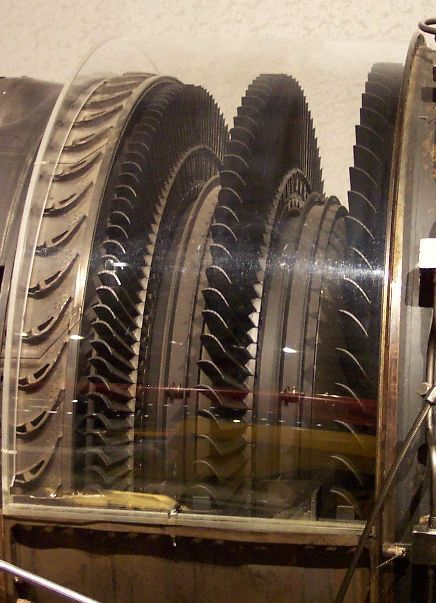
các tầng cánh tuốc bin

Tuabin chính là khối sinh công của động cơ tuabin khí. Nó biến đổi nội năng của của dòng khí nóng có áp suất và vận tốc cao thành động năng (dưới dạng mô men xoắn). Dòng khí nóng giãn nở và sinh công tại cánh tuabin (các tài liệu kỹ thuật của phương Tây gọi là "cánh tua bin", còn các tài liệu kỹ thuật của Nga lại gọi là "lá tua bin"). Sở dĩ tua bin có thể làm được điều này bởi thiết diện rãnh khí giữa các cánh tuốc bin là dạng thiết diện hội tụ (converge), trong khi thiết diện rãnh khí giữa các cánh máy nén (với máy nén dọc trục) hay trên bề mặt máy nén (máy nén ly tâm) là dạng thiết diện nở ra (diffuser). Dạng thiết diện này làm cho vận tốc tương đối trong các rãnh khí giữa các cánh tua bin tăng lên và làm giảm áp suất cũng như nhiệt độ của dòng khí.
Tua bin yêu cầu việc làm mát cần phải diễn ra liên tục (cả ở cánh và đĩa tuabin) trong suốt cả quá trình hoạt động chúng bởi vì chúng là bộ phận chịu nhiệt lớn nhất của cả động cơ. Nếu việc làm mát không diễn ra liên tục thì rất dễ dẫn đến việc chúng bị hỏng, hoặc thậm chí bị phá hủy hoàn toàn, dẫn đến tai nạn, do bị quá nhiệt. Chính vì lý do này mà các tua bin (chủ yếu là cánh tua bin) được chế tạo rỗng để cho phép dòng chất làm mát (có thể là chất lỏng hoặc chất khí, tuỳ thuộc vào khu vực hoạt động của động cơ) đi vào và làm mát chúng từ bên trong. Ngoài ra, tua bin cũng phải chịu ứng suất, áp suất rất lớn và quay với tốc độ rất cao trong môi trường có tính ăn mòn bởi nhiệt độ rất khủng khiếp.
Tua bin được nối với máy nén khí và các phụ tải khác thông qua trục động cơ. Trong các động cơ máy bay, thường chỉ có các tuốc bin nối với máy nén khí mà không có tuốc bin tự do (không nối với máy nén), còn tại các động cơ với những công năng khác thường bố trí tuốc bin tự do để nâng cao hiệu suất động cơ nâng cao tính năng vận hành của động cơ.

### Hệ thống thấp áp–cao áp
Về mặt hiệu suất, sẽ là tốt nhất nếu như với mỗi tầng máy nén khác nhau thì sẽ tương ứng với một tầng tuốc bin quay theo các vận tốc quay khác nhau (tầng máy nén phía ngoài quay chậm hơn, tầng máy nén phía trong quay nhanh hơn) nhưng như vậy sẽ rất phức tạp về mặt thiết kế cũng như chế tạo. Do đó, để đảm bảo hợp lý về chế tạo và hiệu suất, người ta đã chia khối máy nén thành hai khối nhỏ: máy nén thấp áp (các tầng phía trước) và máy nén cao áp (các tầng phía sau). Khối tuốc bin cũng được chia tương tự thành hai khối nhỏ: tuốc bin cao áp (các tầng phía trước) và tuốc bin thấp áp (các tầng phía sau). Tuốc bin thấp áp lai máy nén thấp áp, tuốc bin cao áp lai máy nén cao áp. Như vậy, hai khối máy nén - tuốc bin này quay theo các vận tốc góc khác nhau. Chúng là hai hệ trục đồng trục: trục cao áp bên ngoài và trục thấp áp bên trong.

## Phân loại
Động cơ tuốc bin khí là động cơ có số lượng nhiều nhất và là động cơ chính của ngành hàng không (chúng được trang bị với số lượng áp đảo động cơ piston), ngoài ra nó còn được lắp cho các mục đích khác như cho các trạm phát điện tuốc bin khí hay cho các tàu chiến tốc độ cao, tàu hoả, thậm chí một số loại xe tăng (như xe tăng M1 Abrams của Mỹ).

### Động cơ hàng không
Động cơ tuốc bin khí cho ngành hàng không vì tính năng khối lượng – kích thước có tầm quan trọng rất lớn nên đa số là loại động cơ có máy nén dọc trục và có hai khối cao áp, thấp áp. Đối với động cơ phản lực thì động cơ có thêm các bộ phận cực kỳ quan trọng là phễu phụt (propelling nozzle) và buồng đốt tăng lực. 

#### Động cơ tuốc bin cánh quạt
Đây là loại động cơ tuốc bin khí kết hợp với cánh quạt quay ngoài tạo lực đẩy cho máy bay (tiếng Anh - Turbopropeller engine, viết tắt TurboProp; tiếng Nga - Турбовинтовый двигатель, viết tắt ТВД). Động cơ loại này có hiệu suất cao nhất nên tính kinh tế cũng là cao nhất trong các loại động cơ tuốc bin của hàng không, nhưng vì đặc điểm sử dụng cánh quạt quay ngoài nên loại động cơ này cho vận tốc thấp nhất. Do đó, loại động cơ này thường được trang bị trên các máy bay cỡ lớn cần các động cơ có công suất lớn cũng như tính kinh tế và độ ổn định cao, nhưng không cần vận tốc lớn của quân đội, điển hình như loại máy bay vận tải Lockheed C-130 Hercules (và biến thể gunship Lockheed AC-130 của nó) của Mỹ hoặc máy bay ném bom hạng nặng Tupolev Tu-95 của Liên Xô/Nga
Cánh quạt được nối vào trục động cơ qua hộp số giảm tốc. Đặc điểm của loại động cơ này là tuốc bin của động cơ vừa lai máy nén vừa lai tải chính là cánh quạt nên phải thiết kế tuốc bin sao cho sử dụng được hết năng lượng của dòng khí nóng sau buồng đốt. Với loại động cơ này, dòng khí sau khi ra khỏi tuốc bin có vận tốc còn rất thấp, nhiệt độ, áp suất gần cân bằng với môi trường.
Vì cánh quạt được nối với trục động cơ nên khi thay đổi tốc độ sẽ ảnh hưởng nhiều đến chế độ làm việc của toàn bộ động cơ nên tính linh hoạt của loại động cơ này không được tốt (hiệu suất giảm rất nhanh khi giảm công suất, tốc độ).
Loại này cũng được trang bị cho trực thăng, mô men quay từ trục động cơ được truyền qua hộp số và chuyển hướng để quay cánh quạt nâng nằm ngang trên nóc chiếc trực thăng (tiếng Anh: Turboshaft). Điểm khác biệt giữa động cơ turboshaft và turbopropeller đó chính là động cơ turboshaft sử dụng kết hợp cả 2 loại máy nén là dọc trục và hướng tâm, trong khi động cơ turbopropeller chỉ sử dụng một trong hai loại máy nén trên (thường là máy nén dọc trục bởi kích thước nhỏ gọn và hiệu suất rất cao mà nó đem lại).

#### Động cơ tuốc bin phản lực
Động cơ tuốc bin phản lực (tiếng Anh - Turbojet engine, viết tắt TurboJet; tiếng Nga - Турбореактивный двигатель, viết tắt - ТРД), là động cơ tuốc bin khí dùng động năng của dòng khí nóng phụt thẳng về phía sau tạo phản lực đẩy máy bay về phía trước. Đây là loại động cơ trang bị chủ yếu cho các máy bay tiêm kích thuộc thế hệ thứ nhất và thế hệ thứ hai. Loại động cơ này cho vận tốc cao nhất trong số các loại động cơ tuốc bin của hàng không, điều này đặc biệt quan trọng với các máy bay tiêm kích, nhưng tính kinh tế của chúng lại thấp nhất bởi chúng tiêu tốn lượng nhiên liệu lớn nhất.
Tuốc bin của loại động cơ này chỉ khai thác một phần năng lượng dòng khí nóng sau buồng đốt chỉ đủ để quay máy nén khí, phần năng lượng còn lại dùng để phụt thẳng vào môi trường tạo phản lực qua phễu phụt (chính vì vậy hiệu suất của loại động cơ này thấp).
Các loại động cơ phản lực phải có thêm một thiết bị là "phễu phụt" (propelling nozzle) lắp phía sau tuốc bin để tăng tốc độ dòng khí phụt ra ngoài nhằm tạo ra phản lực đẩy lớn nhất. Nếu là động cơ cho máy bay dưới tốc độ âm thanh thì phễu phụt có hình hội tụ (converge) còn đối với máy bay siêu âm thì áp dụng phễu phụt siêu âm (hội tụ – nở rộng hay còn gọi là phễu phụt De Laval theo tên nhà kỹ thuật người Hà Lan).

##### Động cơ tuốc bin phản lực có buồng đốt tăng lực
Là một loại của động cơ tuốc bin phản lực dùng cho các máy bay chiến đấu cao tốc, nhất là các máy bay tiêm kích, chúng vốn rất cần sự phát triển tốc độ chiến đấu nhất thời thật cao. Về cấu tạo động cơ này rất giống các động cơ tuốc bin phản lực thông thường nhưng có thêm buồng đốt thứ cấp phía sau tuốc bin và phía trước phễu phụt. Buồng đốt này được gọi là buồng đốt tăng lực, hay còn có tên khác là "buồng đốt sau" (afterburner). Các máy bay trang bị động cơ này chỉ có máy bay tiêm kích. Chúng chỉ sử dụng buồng đốt tăng lực để tăng tốc độ trong thời gian ngắn (tính theo giây) như khi bổ nhào để tấn công mục tiêu mặt đất, tránh tên lửa hay máy bay địch hoặc khi cất cánh.

#### Động cơ tuốc bin hai viền khí
Có tài liệu tiếng Anh gọi loại này là turbofan. Đây là loại động cơ mà các cánh quạt tầng ngoài cùng của máy nén áp thấp có cấu tạo và kích thước đặc biệt để lùa và chia không khí ra thành hai dòng: một dòng chảy vào bên trong động cơ và dòng còn lại chảy vòng qua bên ngoài và song song với dòng không khí bên trong động cơ, tạo thành lực đẩy trực tiếp. Hai dòng khí này hòa vào nhau tại phễu phụt, chính vì vậy mà loại động cơ này được được gọi là động cơ hai viền khí (tiếng Anh: two-contour turbojet, tiếng Nga: двухконтурный турбо-двигатель). Đây là phương án trung gian giữa động cơ tuốc bin cánh quạt và động cơ tuốc bin phản lực. Đối với loại động cơ này có một chỉ số rất quan trọng đó là hệ số hai viền khí (tiếng Anh: Bypass ratio) m là tỷ lệ thể tích của khối khí chạy bên ngoài so với khối khí chạy bên trong động cơ, (đối với động tuốc bin phản lực thuần túy m = 0) chỉ số càng lớn thì động cơ có hiệu suất càng tốt và càng giống động cơ tuốc bin cánh quạt và vận tốc càng thấp, hệ số này lớn hơn 2 thì không thể phát triển được vận tốc siêu âm. Còn các động cơ siêu âm có hệ số m thấp hơn hoặc bằng 2.

#### Động cơ tuốc bin phản lực cánh quạt
Có tài liệu tiếng Anh gọi loại động cơ này là động cơ turbofan nhưng có tài liệu lại gọi turbofan là động cơ hai viền khí nói chung. Trong trường hợp chung nhất, Động cơ tuốc bin phản lực cánh quạt trong tiếng Anh - Turbopropeller jet, viết tắt PropJet hay TurboFan; tiếng Nga - Турбовентиляторный реактивный двигатель, viết tắt - ТВРД.
Động cơ phản lực cánh quạt là một phiên bản nhánh của động cơ hai viền khí trong đó cánh quạt ngoài nằm hẳn ra ngoài được bao bằng vỏ capote ngoài, vỏ này ngắn nên hai dòng khí bên ngoài và bên trong động cơ không hòa vào nhau. Nhìn bên ngoài rất dễ nhận ra loại động cơ này vì vỏ capote ngoài này ngắn tạo thành 2 lớp vỏ giật cấp.
Đây là động cơ có hệ số m cao thường từ 6-10 và nghiêng về tính chất động cơ cánh quạt. Loại động cơ này được trang bị rộng rãi trên hầu hết các máy bay hiện nay, từ các máy bay chở khách và vận tải dân dụng (Các máy bay hành khách dân dụng nổi tiếng của Boeing và Airbus đều trang bị loại động cơ này) cho đến các mẫu máy bay ném bom hạng nặng nhiều động cơ (như Boeing B-52 Stratofortress, Rockwell B-1 Lancer và Northrop Grumman B-2 Spirit của quân đội Mỹ hay Tupolev Tu-160 của Nga) và các dòng máy bay tiêm kích từ thế hệ thứ ba cho đến nay. Không chỉ các mẫu máy bay ném bom hạng nặng và máy bay tiêm kích mà các máy bay trinh sát (như Lockheed U-2) và máy bay vận tải Boeing C-17 Globemaster III) cũng sử dụng loại động cơ này. Lý do khiến cho các động cơ tuốc bin phản lực cánh quạt được trang bị rộng rãi như vậy bởi vì chúng không chỉ có hiệu suất cao và công suất lớn, gần như không thua kém gì các động cơ tuốc bin phản lực thuần, mà các động cơ này còn có tính kinh tế tốt, chúng tiêu hao ít nhiên liệu hơn, cũng như việc bảo dưỡng chúng cũng không khác biệt quá nhiều so với các động cơ phản lực thuần.

### Động cơ cố định
Ngoài ngành Hàng không, động cơ tuốc bin khí còn được trang bị cho một số mục đích khác. Ví dụ: cho hệ động lực của tàu biển cao tốc hoặc cho một số trạm phát điện giờ cao điểm.
Vì động cơ tuốc bin khí có hiệu suất thấp hơn động cơ diesel nhưng có công suất rất cao nên người ta chỉ dùng loại động cơ này cho các hoạt động không kéo dài lâu: các trạm phát điện tuốc bin khí chỉ phát điện vào giờ cao điểm sử dụng điện (từ 18h đến 22h), khi yêu cầu lượng điện của các giờ này cao hơn mức trung bình vài lần nhưng thời gian không lâu. Các tàu cao tốc trang bị động cơ tuốc bin khí cũng chỉ dùng động cơ này hết công suất khi cần triển khai tốc độ tối đa trong thời gian ngắn.
Vì được bố trí tại những vị trí không đòi hỏi cao về yêu cầu kích thước và khối lượng nên để tăng hiệu suất của cụm động cơ tuốc bin khí người ta còn kết hợp với các chu trình phụ như "tái tạo" (regeneration), làm lạnh khí nén (intercooling), tận dụng nhiệt khí thải. Các cụm động cơ này thường được trang bị máy nén khí ly tâm bởi hiệu suất cao nhưng cấu tạo lại đơn giản nên việc sửa chữa cũng tốn ít thời gian và chi phí hơn nhiều so với máy nén dọc trục.
Và một đặc điểm rất nổi bật của động cơ tuốc bin khí ngoài ngành hàng không là nó có tuốc bin tự do (không nối với máy nén) để lai phụ tải chính. Đối với loại động cơ này các tuốc bin cao áp, thấp áp không sử dụng hết tiềm năng năng lượng của dòng khí nóng sau buồng đốt nó chỉ lấy đủ nhu cầu quay hai máy nén cao áp và thấp áp, còn phần năng lượng còn lại sẽ tiếp tục được giãn nở sinh công trong các tầng tuốc bin tự do để sinh công có ích cho phụ tải chính.